# 耶路撒冷聖十字聖殿
耶路撒冷聖十字聖殿（拉丁語：Basilica Sanctae Crucis in Hierusalem）位於義大利羅馬，是天主教的一座次級宗座聖殿。
以及是米洛斯拉夫·弗爾克司鐸級樞機領銜教堂，羅馬朝聖七大殿之一。根据教会传统，这座教堂于325年祝聖，收藏著由君士坦丁大帝母亲聖海倫納從聖地帶到羅馬的真十字架的一部分。

## 歷史

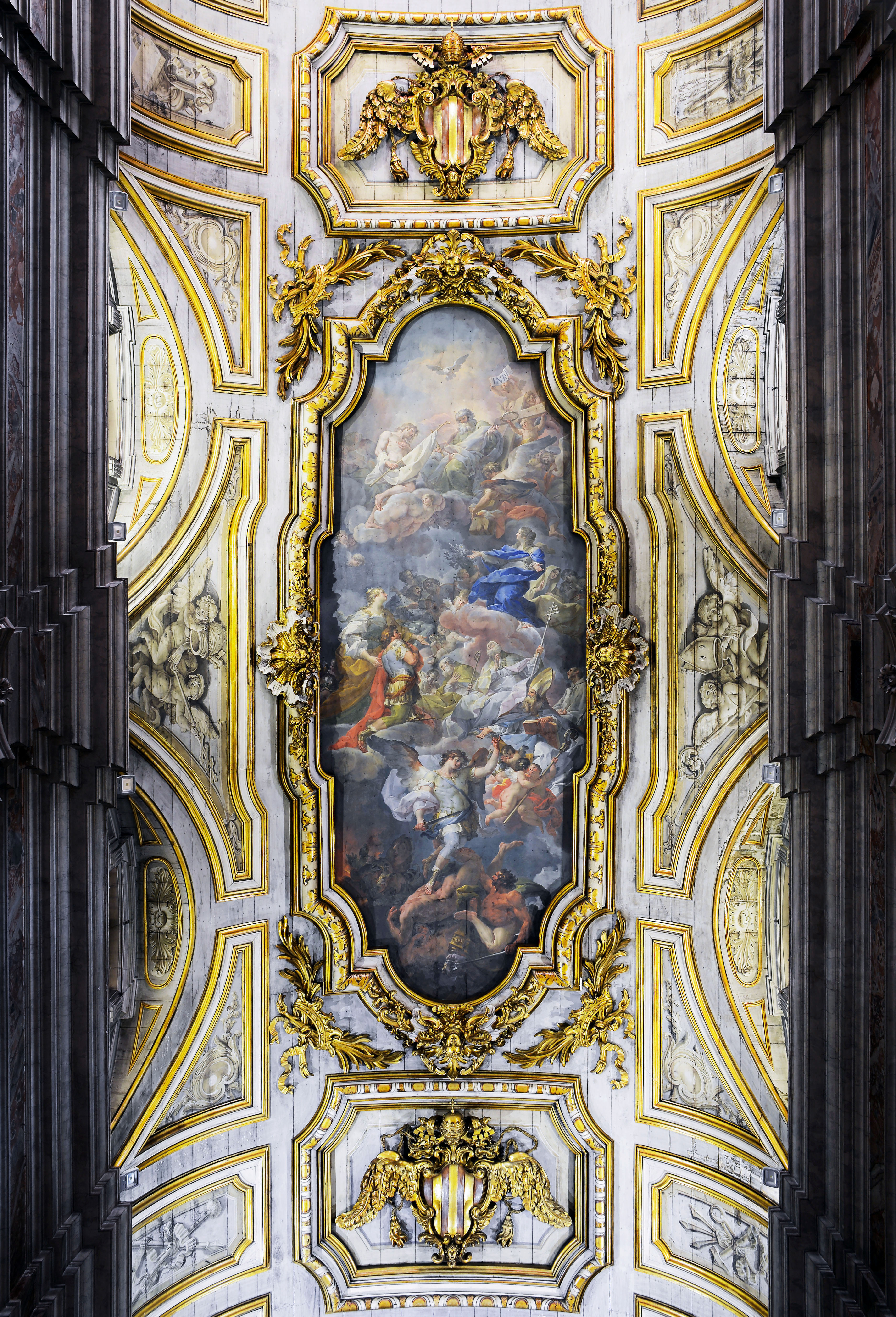
位於教堂木製假拱頂上由賈昆托（Corrado Giaquinto）於1744年創作的油畫。

教堂包圍著聖海倫的皇宮的一個房間（聖海倫在320年左右把這房間改建成一個小堂。）在幾十年後，這小堂成為一所教堂，名為「Heleniana」或「Sessoriana」。其後，教堂曾被忽略（後來教宗路基約二世恢復它的用途）。教堂擁有罗曼式的外型、三個中殿、一座鐘樓及一條走廊。
教堂曾在16世紀被修改，改成現有的巴洛克外型。此外，連接另外兩所教堂（圣若望拉特朗大殿及圣母大殿）的新街道也同時開放了。而教堂的外觀就由帕薩拉夸（Pietro Passalacqua）及格雷戈里尼（Domenico Gregorini）設計。

## 聖髑
現在，富爭議性的著名聖髑都收藏在建於1930年的聖髑小堂，包括：Titulus Crucis的一部分（釘在耶穌十字架上的鐵板）、二顶荆棘冠冕、一根釘子及三小片耶稣背負的十字架殘片。其中比較大的殘片於1629年被移往圣伯多禄大殿，存放在由鲍尔济（Andrea Bolgi）於1639年製成聖海倫像附近。此外，本聖殿還藏有聖多默的一根手指骨。

## 聖海倫小堂
聖髑曾藏在聖海倫納小堂，而教堂的地板上曾覆盖着耶路撒冷的泥土，因此被冠名為「耶路撒冷」。而小堂的拱頂上有由梅洛佐（Melozzo da Forli）創作的馬賽克，祭壇上有一座巨大的聖海倫雕像。根據中世紀的遊客導遊記錄，由於聖海倫小堂太神聖，所以當時女人被禁止接近小堂。

## 藝術品
教堂博物館藏有十四世紀的馬賽克聖像畫（根據傳說，教宗額我略一世在夢見基督後造了這畫）。此外，樞機Francisco de los Ángeles Quiñones的墳墓也值得注目。彼得·保羅·魯本斯（於1601年經曼圖亞到達羅馬）被大公阿爾布雷希特七世委託為聖海倫小堂繪三幅祭壇裝飾。其中兩幅（St. Helena with the True Cross及The Mocking of Christ）現藏於法國的格拉斯。第三幅The Elevation of the Cross則被遺失。